# Puylagarde
Puylagarde (okzitanisch: La Garda) ist eine französische Gemeinde mit 345 Einwohnern (Stand: 1. Januar 2022) im Département Tarn-et-Garonne in der Region Okzitanien (bis 2015: Midi-Pyrénées). Die Gemeinde liegt im Arrondissement Montauban und ist Teil des Kantons Quercy-Rouergue (bis 2015: Kanton Caylus). Die Einwohner werden Puylagardais oder (okzitanisch) Gardiòls genannt.

## Geografische Lage
Puylagarde liegt etwa 50 Kilometer nordöstlich von Montauban. Hier entspringt die Bonnette. Umgeben wird Puylagarde von den Nachbargemeinden Laramière im Norden, Martiel im Nordosten, Valhourles im Osten, Parisot im Süden, Lacapelle-Livron im Südwesten, Loze im Westen und Südwesten, Saint-Projet im Westen sowie Vidaillac im Nordwesten.

## Einwohnerentwicklung
| Jahr      | 1962 | 1968 | 1975 | 1982 | 1990 | 1999 | 2006 | 2013 |
| --------- | ---- | ---- | ---- | ---- | ---- | ---- | ---- | ---- |
| Einwohner | 374  | 389  | 330  | 344  | 298  | 331  | 339  | 339  |

## Sehenswürdigkeiten
- Kirche Saint-Jacques aus dem 13. Jahrhundert, Umbauten bis in das 15. Jahrhundert

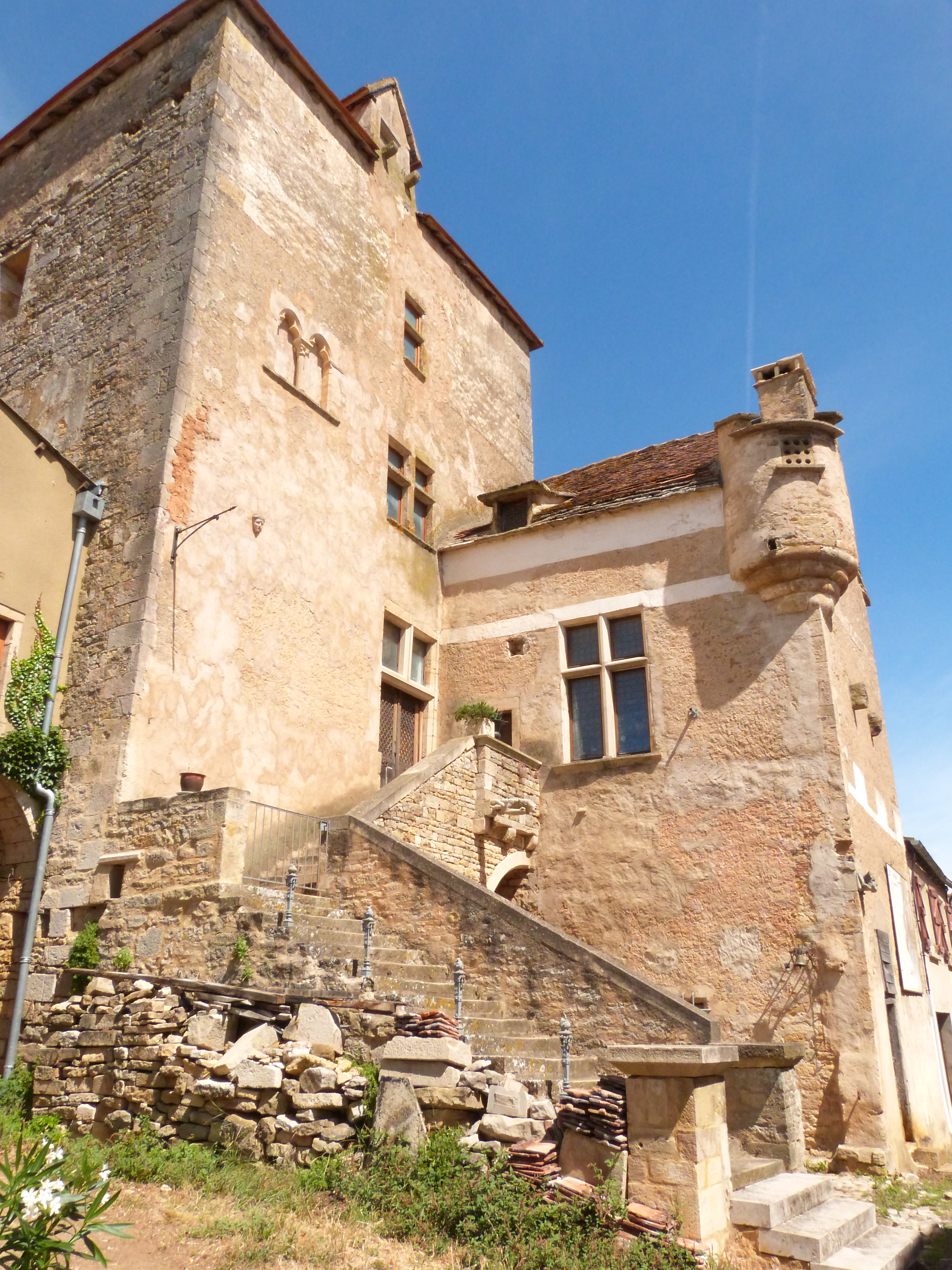
Schloss Puylagarde

- Schloss Puylagarde